# Agusta A129 Mangusta
Agusta A129 Mangusta je lehký dvoumístný dvoumotorový bitevní vrtulník zkonstruovaný italskou společností Agusta (nyní AgustaWestland). Pro italskou armádu bylo vyrobeno celkem 60 vrtulníků tohoto typu. AgustaWestland se navíc podílela na vývoji Mangustě příbuzného tureckého vrtulníku TAI/AgustaWestland T129.
V lednu 2017 byl společnosti Leonardo zadán kontrakt na vývoj bitevního vrtulníku Leonardo AW249, který má Mangusty začít nahrazovat od roku 2025.

## Vývoj
Specifikace na vývoj nového bitevního vrtulníku pro italskou rmádu byly vypsány roku 1972. Vývojem byla přímo pověřena společnost Agusta, jejíž první prototyp A129 poprvé vzlétl v září 1983 z letiště Cascina Costa. V konstrukci vrtulníku bylo použito maximum domácích italských komponentů. Protože se očekával zájem dalších západních armád, byly do stroje integrovány různé americké a evropské zbraně. Italská armáda nejprve odebrala 45 vrtulníků základní verze A129, přičemž v letech 2002–2003 do výzbroje zařadila dalších 15 strojů modernizované verze A129 CBT. Na standard CBT pak byly zpětně upraveny všechny vyrobené kusy.

## Konstrukce

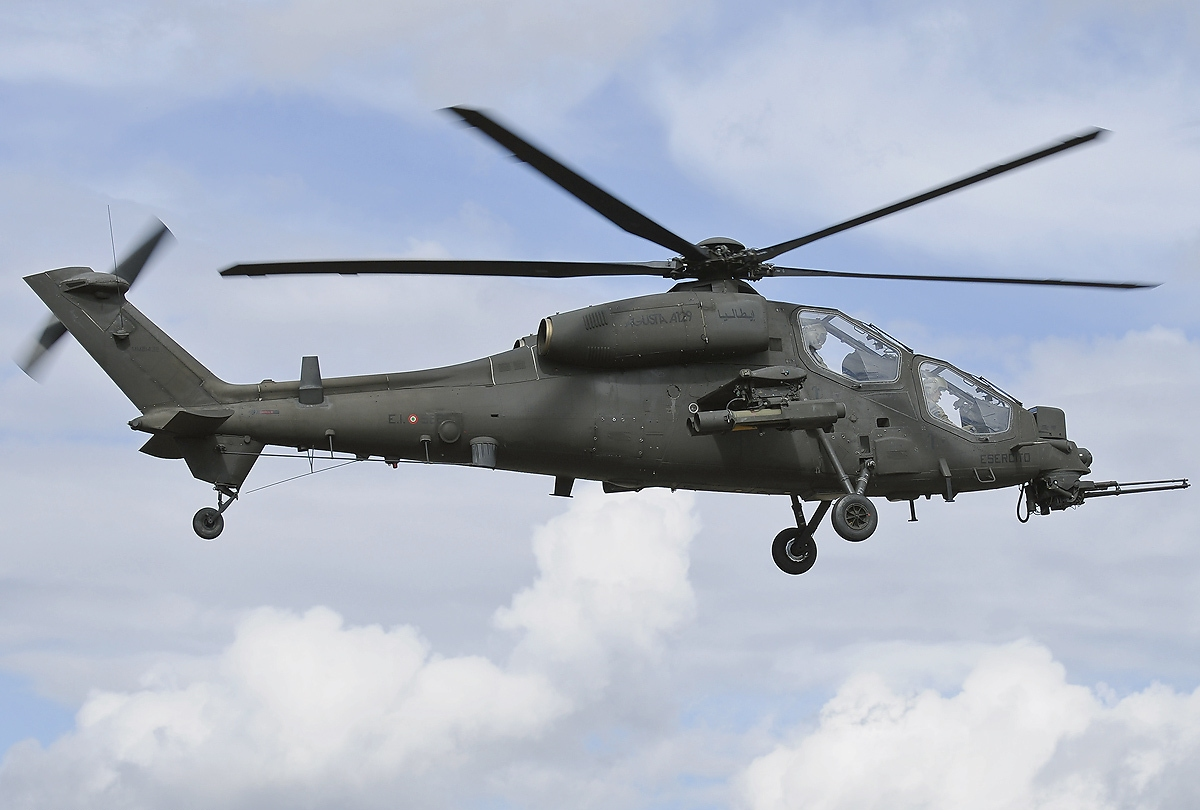
A129 CBT za letu

Jedná se o dvoumístný bitevní vrtulník klasické koncepce. Operátor sedí v přední kabině a pilot v zadní. Stroje jsou vybaveny řízením fly-by-wire a také systémem digitálního řízení leteckých motorů FADEC (Full Authority Digital Engine Control). Pohánějí je dva turbohřídelové motory Rolls-Royce Gem 2-1004D o výkonu 664 kW, licenční výrobky firmy Piaggio. Ty roztáčí pětilistý hlavní a dvoulistý vyrovnávací rotor. Výzbroj tvoří jeden trojhlavňový rotační kanón TM197B ráže 20 mm se zásobou 300 nábojů. Vrtulník dále unese až 1200 kg výzbroje na čtyřech podkřídelních závěsnících. Jedná se například o protitankové řízené střely BGM-71 TOW a AGM-114 Hellfire, protiletadlové řízené střely FIM-92 Stinger a Mistral, nebo bloky neřízených střel.

## Specifikace (A129 CBT Mangusta)

Nákres vrtulníku

### Technické údaje
- Posádka: 2
- Délka trupu: 12,28 m
- Průměr nosného rotoru: 11,9 m
- Výška s vyrovnávacím rotorem: 3,35 m
- Hmotnost prázdného stroje: 2530 kg
- Max. vzletová hmotnost: 4600 kg
- Pohonná jednotka: 2× turbohřídelový motor Rolls-Royce Gem 2-1004D
- Výkon pohonných jednotek: 664 kW

### Výkony
- Maximální rychlost: 278 km/h
- Cestovní rychlost: 255 km/h
- Dostup – statický: 2200 m
- Dostup – dynamický: 4725 m
- Dolet: 510 km

### Výzbroj
- 4 závěsníky pro 1200 kg výzbroje
- 1× 20mm trojhlavňový kanón TM197B, 300 nábojů